# Plançon (localité)
Plançon est un hameau de l'Entre-Sambre-et-Meuse, en province de Namur (Belgique) où se croisent plusieurs routes secondaires. Immédiatement contigu au village de Bossière il fait aujourd'hui partie (avec Bossière) de la commune de Mettet, en Région wallonne dans la province de Namur. Avant la fusion des communes de 1977, Plançon faisait partie de la commune de Saint-Gérard.

## Situation
Avec Cottapré et Bossière situés plus au sud, Plançon forme une agglomération commune. Le hameau est formé de quatre rues : la rue du Plançon (nationale 933), la rue Favauge (en cul-de-sac), la rue de Maison et la rue de la Gare. Saint-Gérard se situe à environ 3,5 km au nord-est et Mettet à environ 4 km au sud-ouest.

## Patrimoine
- La petite chapelle Notre-Dame-de-Lourdes ainsi qu'une potale à trois niches dédiée à Saint Antoine, Saint Quirin et Sainte Adèle se situent le long de la rue du Plançon. La potale est datée de 1907[1].
- L'ancienne gare (de Bossière) se trouvait sur la ligne 150 (Tamines-Jemelle) des chemins de fer. Le tracé est aujourd'hui repris par une piste du Réseau RAVeL qui traverse la localité[2].